# N.E.C. in het seizoen 2012/13
Dit is een pagina met diverse statistieken van de Nederlandse voetbalclub N.E.C. uit het seizoen 2012/13. N.E.C. nam deel aan de Eredivisie en aan de KNVB beker.

## Selectie 2012/13
| Nr. |                     | Naam                    | Positie      | Seizoen | Contract tot |
| --- | ------------------- | ----------------------- | ------------ | ------- | ------------ |
| 1   | Vlag van Hongarije  | Gábor Babos             | Doelman      | 8e      | 30 juni 2013 |
| 22  | Vlag van Nederland  | Khalid Sinouh           | Doelman      | 1e      | 30 juni 2013 |
| 26  | Vlag van Nederland  | Joshua Smits            | Doelman      | 2e      | 30 juni 2014 |
| 29  | Vlag van Nederland  | Kelle Roos              | Doelman      | 1e      | 30 juni 2013 |
| 32  | Vlag van Zweden     | Kalle Johnsson          | Doelman      | 1e      | 30 juni 2016 |
| 3   | Vlag van Nederland  | Rens van Eijden         | Verdediger   | 4e      | 30 juni 2016 |
| 5   | Vlag van Frankrijk  | Rémy Amieux             | Verdediger   | 3e      | 30 juni 2013 |
| 14  | Vlag van Denemarken | Kevin Conboy            | Verdediger   | 2e      | 30 juni 2014 |
| 17  | Vlag van Tsjechië   | Pavel Čmovš             | Verdediger   | 2e      | 30 juni 2016 |
| 2   | Vlag van Nederland  | Nathaniel Will          | Verdediger   | 3e      | 30 juni 2014 |
| 21  | Vlag van Nederland  | Michel Breuer           | Verdediger   | 1e      | 30 juni 2013 |
| 30  | Vlag van Nederland  | Daan Disveld            | Verdediger   | 1e      | 30 juni 2015 |
| 8   | Vlag van Nederland  | Ryan Koolwijk           | Middenvelder | 2e      | 30 juni 2014 |
| 13  | Vlag van Nederland  | Erik Falkenburg         | Middenvelder | 1e      | 30 juni 2013 |
| 18  | Vlag van Nederland  | Youri Loen              | Middenvelder | 3e      | 30 juni 2013 |
| 23  | Vlag van Nederland  | Nick van der Velden     | Middenvelder | 2e      | 30 juni 2013 |
| 25  | Vlag van Nederland  | Navarone Foor           | Middenvelder | 2e      | 30 juni 2016 |
| 20  | Vlag van Nederland  | Stijn de Looijer        | Middenvelder | 1e      | 30 juni 2016 |
| 10  | Vlag van Nederland  | Geert Arend Roorda      | Middenvelder | 1e      | 30 juni 2014 |
| 6   | Vlag van Nederland  | Evander Sno             | Middenvelder | 1e      | 30 juni 2014 |
| 19  | Vlag van IJsland    | Victor Pálsson          | Middenvelder | 1e      | 30 juni 2016 |
| 27  | Vlag van Duitsland  | Marcel Stutter          | Middenvelder | 1e      | 30 juni 2013 |
| 31  | Vlag van Denemarken | Søren Rieks             | Middenvelder | 1e      | 30 juni 2015 |
| 33  | Vlag van Nederland  | Kevin Wattamaleo        | Middenvelder | 1e      | 30 juni 2013 |
| 7   | Vlag van Nederland  | Leroy George            | Aanvaller    | 3e      | 30 juni 2013 |
| 11  | Vlag van Nederland  | Melvin Platje           | Aanvaller    | 2e      | 30 juni 2013 |
| 15  | Vlag van Nederland  | Danny van den Meiracker | Aanvaller    | 1e      | 30 juni 2013 |
| 16  | Vlag van Nederland  | Rick ten Voorde         | Aanvaller    | 4e      | 30 juni 2014 |
| 24  | Vlag van Zweden     | Admir Bajrović          | Aanvaller    | 1e      | 30 juni 2015 |
| 26  | Vlag van Nederland  | Ruud Boymans            | Aanvaller    | 1e      | 30 juni 2013 |
| 28  | Vlag van Nederland  | Jordy Tutuarima         | Aanvaller    | 1e      | 30 juni 2013 |

## Transfers

### Aangetrokken
| Nat. | Naam                    | Van                  | Type          | Contract tot | Transfersom  | Periode     |
| ---- | ----------------------- | -------------------- | ------------- | ------------ | ------------ | ----------- |
| SE   | Admir Bajrović          | IFK Trollhättan      | Transfervrij  | 2015         |              | Zomer       |
| NL   | Stijn de Looijer        | FC Den Bosch         | Transfervrij  | 2016         |              | Zomer       |
| NL   | Geert Arend Roorda      | SC Heerenveen        | Transfervrij  | 2014         |              | Zomer       |
| NL   | Evander Sno             | RKC Waalwijk         | Transfervrij  | 2014         |              | Zomer       |
| NL   | Danny van den Meiracker | SV Spakenburg        | Transfervrij  | 2013         |              | Zomer       |
| NL   | Dammyano Grootfaam      | FC Oss               | Einde verhuur | 2013         |              | Zomer       |
| NL   | Rick ten Voorde         | RKC Waalwijk         | Einde verhuur | 2014         |              | Zomer       |
| SE   | Erton Fejzullahu        | Mjällby AIF          | Einde verhuur | 2013         |              | Zomer       |
| NL   | Michel Breuer           | sc Heerenveen        | Transfervrij  | 2014         | n.v.t.       | Zomer       |
| NL   | Jordy Tutuarima         | N.E.C./FC Oss A1     | Eigen jeugd   | 2013         | n.v.t.       | Zomer       |
| DK   | Søren Rieks             | Esbjerg fB           | Transfer      | 2015         | € 300.000    | Zomer       |
| DE   | Marcel Stutter          | SV Holzwickede       | Transfervrij  | 2013         | n.v.t.       | Zomer       |
| NL   | Khalid Sinouh           | PSV                  | Transfervrij  | 2013         | n.v.t.       | Zomer       |
| NL   | Kelle Roos              | Willem II            | n.n.b.        | 2013         | n.n.b.       | Zomer       |
| NL   | Daan Disveld            | N.E.C./FC Oss A1     | Eigen jeugd   | 2013         | n.v.t.       | Zomer       |
| IS   | Victor Pálsson          | New York Red Bulls   | Huur          | 2013         | n.v.t.       | Zomer       |
| SE   | Kalle Johnsson          | Halmstads BK         | Transfer      | 2016         | Transfervrij | Winter      |
| NL   | Kevin Wattamaleo        | SBV Excelsior        | Transfer      | 2013         | Transfervrij | Tussentijds |
| IS   | Daði Bergsson           | Þróttur Reykjavík    | Transfer      | 2015         | Transfervrij | Winter      |
| IS   | Adam Örn Arnarson       | Breiðablik Kópavogur | Transfer      | 2015         | Transfervrij | Winter      |
| IS   | Victor Pálsson          | New York Red Bulls   | Transfer      | 2016         | Transfervrij | Winter      |
| IS   | Victor Pálsson          | New York Red Bulls   | Huur          | 2013         | n.v.t.       | Zomer       |
| NL   | Ruud Boymans            | AZ                   | Huur          | 2013         | n.v.t.       | Winter      |
| NL   | Erik Falkenburg         | AZ                   | Huur          | 2013         | n.v.t.       | Winter      |

### Vertrokken
| Nat. | Naam                 | Naar               | Type           | Transfersom | Periode |
| ---- | -------------------- | ------------------ | -------------- | ----------- | ------- |
| NL   | Niels Wellenberg     |                    | Einde contract | n.v.t.      | Zomer   |
| NL   | Lasse Schøne         | Ajax               | Einde contract | n.v.t.      | Zomer   |
| NL   | Cees Paauwe          | Gestopt            | Einde contract | n.v.t.      | Zomer   |
| NL   | Marco van Duin       | Sparta Rotterdam   | Einde contract | n.v.t.      | Zomer   |
| NL   | Erwin Stadhouders    | Achilles '29       | Einde contract | n.v.t.      | Zomer   |
| NL   | John Goossens        | Feyenoord          | Einde contract | n.v.t.      | Zomer   |
| HU   | Zoltán Szélesi       | Újpest FC          | Einde contract | n.v.t.      | Zomer   |
| HU   | Krisztián Vadócz     | Odense BK          | Einde contract | n.v.t.      | Zomer   |
| NL   | Género Zeefuik       | FC Groningen       | Einde huur     | n.v.t.      | Zomer   |
| NL   | Stef Nijland         | PSV                | Einde huur     | n.v.t.      | Zomer   |
| NO   | Abdisalam Ibrahim    | Manchester City    | Einde huur     | n.v.t.      | Zomer   |
| NL   | Wesley Deenen        | FC Oss             | Verhuur        | n.v.t.      | Zomer   |
| NL   | Cayfano Latupeirissa | FC Oss             | Verhuur        | n.v.t.      | Zomer   |
| SE   | Erton Fejzullahu     | Djurgardens IF     | Transfer       | € 350.000   | Zomer   |
| NL   | Dammyano Grootfaam   |                    | onbekend       | n.v.t.      | Zomer   |
| NL   | Bram Nuytinck        | RSC Anderlecht     | Transfer       | € 1.750.000 | Zomer   |
| NL   | Joshua Smits         | FC Oss             | Verhuur        | n.v.t.      | Winter  |
| NL   | Evander Sno          | Vlag van Nederland | Einde contract | Tussentijds |         |

## Technische staf
| Naam                | Functie                        |
| ------------------- | ------------------------------ |
| Alex Pastoor        | Hoofdtrainer                   |
| Ron de Groot        | Assistent-trainer              |
| Robert Molenaar     | Assistent-trainer              |
| Willem Korsten      | Assistent-trainer              |
| Wilfried Brookhuis  | Keeperstrainer                 |
| Arjan van der Laan  | Stagiair                       |
| Arno Arts           | Trainer NEC/FC Oss A1          |
| Iddo Roscher        | Trainer NEC/FC Oss B1          |
| Mark Vaessen        | Trainer NEC/FC Oss C1          |
| Peter Uneken        | Trainer NEC/FC Oss C2          |
| Ulrich Cruden       | Trainer NEC/FC Oss D1          |
| Niels Voet          | Trainer NEC/FC Oss E-TOP       |
| Wessel de Wit       | Keeperstrainer NEC/FC Oss      |
| Robin Kersten       | Keeperstrainer NEC/FC Oss      |
| Nick Kersten        | Hoofd Jeugdscouting            |
| Han Tijshen         | Conditietrainer/Fysiotherapeut |
| Sjoerd Jan de Vries | Clubarts                       |
| Ton Spaan           | Teammanager                    |
| Herman Jansen       | Materiaalman                   |
| Teun Jacobs         | Hoofd-opleidingen              |

## Oefenwedstrijden
| Datum            | Tijdstip        | Thuis            | Uitslag   | Uit                | Doelpuntenmakers | Bijzonderheden                                              | Locatie                                            | Opstelling N.E.C. |
| ---------------- | --------------- | ---------------- | --------- | ------------------ | --- | ----------------------------------------------------------- | -------------------------------------------------- | --- |
| 7 juli 2012      | 19:00           | SC Woezik        | 0-11      | N.E.C.             | 23' Roorda 0-1, 25' Koolwijk 0-2, 32' Platje 0-3, 42' Koolwijk 0-4, 48' Loen 0-5, 49' Loen 0-6, 53' Ten Voorde 0-7, 54' Van den Meiracker 0-8, 74' Will 0-9, 75' Tutuarima 0-10, 85' Ten Voorde 0-11 (pen.) |                                                             | Sportpark Woezik, Wijchen                          | Gabor Babos; Nathaniel Will, Rens van Eijden (46' Pavel Cmovs), Bram Nuytinck, Kevin Conboy (46' Rémy Amieux); Evander Sno (46' Youri Loen), Geert Arend Roorda (46' Admir Bajrovic), Ryan Koolwijk (46' Stijn de Looijer); Navarone Foor (46' Jordi Tutuarima), Melvin Platje (46' Danny van den Meiracker), Rick ten Voorde.                                            |
| 10 juli 2012     |                 | DIO '30          | 1-7       | N.E.C.             | 8' Roorda 0-1, 35' Koolwijk 0-2, 38' Foor 0-3, 42' Ten Voorde 0-4, 65' Breuer 0-5, 66' Van den Meiracker 0-6, 80' Van den Meiracker 0-7, 85' Pastoors 1-7.                                                  | Marcel Stutter op proef                                     | Sportpark De Gelenberg, Afferden                   | 1e helft: Gabor Babos, Nathaniel Will, Rens van Eijden, Pavel Cmovs, Rémy Amieux, Evander Sno, Ryan Koolwijk, Geert Arend Roorda, Navarone Foor, Melvin Platje, Rick ten Voorde. 2e helft: Joshua Smits, Michel Breuer, Bram Nuytinck, Pavel Cmovs, Kevin Conboy, Stijn de Looijer, Youri Loen, Admir Bajrovic, Danny van den Meiracker, Marcel Stutter, Jordi Tutuarima. |
| 14 juli 2012     | 19:00           | De Treffers      | 0-7       | N.E.C.             | 3' Ten Voorde 0-1, 10' Platje 0-2, 48' Koolwijk (pen.) 0-3, 50' Platje 0-4, 60' Ten Voorde 0-5, 69' Van den Meiracker 0-6, 72' Van den Meiracker 0-7.                                                       | Beenbreuk Youri Loen, Marcel Stutter op proef               | Sportpark Zuid, Groesbeek                          | Gabor Babos (63' Joshua Smits); Nathaniel Will (53' Michel Breuer), Rens Van Eijden, Bram Nuytinck (53' Pavel Cmovs), Rémy Amieux; Geert Arend Roorda (67' Marcel Stutter), Ryan Koolwijk, Youri Loen (33' Stijn de Looijer); Navarone Foor (67' Admir Bajrovic). Melvin Platje, Rick Ten Voorde (67' Danny van den Meiracker).                                           |
| 17 juli 2012     |                 | N.E.C.           | 1-1       | SC Cambuur         | 72' 1-0 Barto, 76' Koolwijk 1-1 (pen.) | Trainingskamp Garderen. Stutter op proef.                   | Sportpark De Westeneng, Garderen                   | Gabor Babos, Michel Breuer (56' Nathaniel Will), Bram Nuytinck, Pavel Cmovs (46' Rens van Eijden), Rémy Amieux (56' Kevin Conboy), Stijn de Looijer (56' Evander Sno), Geert Arend Roorda (46' Ryan Koolwijk), Navarone Foor (46' Jordi Tutuarima), Melvin Platje (46' Danny van den Meiracker), Rick Ten Voorde (46' Admir Bajrovic), Marcel Stutter.                    |
| 20 juli 2012     | 19:30           | N.E.C.           | 1-1       | PEC Zwolle         | 58' Koolwijk (pen) 0-1, 69' Van Hintum 1-1 (pen) | Trainingskamp Garderen                                      | Sportpark De Westeneng, Garderen                   | Gabor Babos; Michel Breuer (60' Nathaniel Will), Pavel Cmovs (60' Bram Nuytinck), Rens van Eijden, Kevin Conboy (60' Rémy Amieux); Evander Sno, Geert Arend Roorda (68' Danny van den Meiracker), Ryan Koolwijk; Navarone Foor, Melvin Platje, Rick ten Voorde (81' Stijn de Looijer).                                                                                    |
| 28 juli 2012     | 19:00           | N.E.C.           | 1-2       | Rayo Vallecano     | 30' Ten Voorde 1-0, 70' Piri 1-1, 85' Van Eijden 1-2 (e.d.) |                                                             | Sportpark De Heikant, Groesbeek                    | Gabor Babos; Michel Breuer, Rens van Eijden, Bram Nuytinck, Kevin Conboy; Geert Arend Roorda, Evander Sno (85' Marcel Stutter), Ryan Koolwijk; Navarone Foor (75' Leroy George), Melvin Platje (60' Sören Rieks), Rick ten Voorde. |
| 31 juli 2012     | n.n.b. (middag) | N.E.C.           | 0-1 (0-0) | Fortuna Düsseldorf | 76' Robbie Kruse 0-1 | Besloten wedstrijd met verjongde selectie                   | Sportpark De Waayenberg, Doorwerth                 | Joshua Smits, Daan Disveld, Pavel Cmovs, Rémy Amieux, Stijn de Looijer, Marcel Stutter, Admir Bajrovic, Jordy Tutuarima, Leroy George, Danny v/d Meiracker, Sören Rieks. Bank: Niek van Ginkel, Melchior Onderstal, Guido van Dronkelaar, Memeth Gokdemir. |
| 5 augustus 2012  |                 | N.E.C.           | 0-0       | Blackburn Rovers   | | Verboden bij Open dag in Goffertstadion. Besloten gespeeld. | Golden Tulip Victoria, Hoenderloo                  | Babos; Breuer, Cmovs, Van Eijden, Amieux; Sno, Roorda, Van Koolwijk; Foor, Platje, Ten Voorde |
| 5 september 2012 | 18:00           | Texel '94        | 1-10      | N.E.C.             | 7' Sno 0-1, 11' Foor 0-2, 21' Sno 0-3, 23' Roorda 0-4, 28' Van Eijden 0-5, 48' Platje 0-6, 53' e.d. 0-7, 72' Will 0-8, 75' Bajrovic 0-9, 75' De Haan 1-9, 85' Van den Meiracker 1-10.                       | Trainingskamp Texel                                         | Sportpark Zuid, Den Burg                           | Sinouh, Breuer, Van Eijden, Koolwijk (52' Will), Conboy, (59' Stutter), Sno, Palsson (59' De Looijer ), Roorda (59' Van der Velden), Foor (59' Bajrovic), Platje (74' Van den Meiracker), George (59' Tutuarima). |
| 10 oktober 2012  | 19:00           | TuB Bocholt 1907 | 0-4       | N.E.C.             | 40' 0-1 George, 65' 0-2 Van der Velden, 71' 0-3 Roorda, 80' 0-4 Platje |                                                             | Stadion Hagensweiden, Bocholt, Duitsland           | Babos (46' Smits), Will, Van Eijden, Breuer, Conboy (46' Amieux), Palsson, Koolwijk (70' Roorda), Van der Velden, George, Ten Voorde (70' Platje), Rieks (70' Tutuarima). |
| 8 januari 2013   | 15:00 (UTC)     | N.E.C.           | 1-0       | HHC Hardenberg     | 17' Van den Meiracker | Trainingskamp Portimão                                      | Amendoeira Golf Resort, Portimão, Portugal         | Eerste helft: Sinouh, Wattamaleo, Disveld, Cmovs, Conboy, Stutter, Roorda (25' De Looijer), George, Ten Voorde, Van den Meiracker, Tutuarima. Tweede helft: Babos, Will, Van Eijden, Breuer, Amieux, Palsson, Koolwijk, Van der Velden, Rieks, Platje, Foor. |
| 11 januari 2013  | 15:00 (UTC)     | Bayer Leverkusen | 0-1       | N.E.C.             | | Trainingskamp Portimão                                      | Cascade Resort, Praia do Canavial, Lagos, Portugal | Sinouh (46' Babos), Will, Van Eijden, Breuer, Amieux, Palsson (80' Stutter), Koolwijk, Van der Velden, Rieks (35' George), Platje (80' Ten Voorde), Foor (80' Wattamaleo). |
| 22 maart 2013    | 14:30           | N.E.C.           | 0-1       | Sparta Rotterdam   | | 3× 30 minuten                                               | De Wijchert, Wijchen                               | Babos (30' Sinouh), Will, Van Eijden, Cmovs, Conboy; Palsson ('50 Wattamaleo), Stutter ('60 De Looijer), Falkenburg ('60 George); Van der Velden, Platje ('60 Van der Meiracker), Rieks ('60 Tutuarima). |

## Competitie
| Datum             | Tijdstip | Thuis         | Uitslag | Uit              | Doelpuntenmakers N.E.C.    | Bijzonderheden                         | Locatie                    | Opstelling N.E.C. |
| ----------------- | -------- | ------------- | ------- | ---------------- | -------------------------- | -------------------------------------- | -------------------------- | --- |
| 12 augustus 2012  | 14:30    | sc Heerenveen | 0-2     | N.E.C.           | Platje, Cmovs              |                                        | Abe Lenstra Stadion        | Gábor Babos; Michel Breuer, Rens van Eijden, Pavel Cmovs, Kevin Conboy; Evander Sno, Ryan Koolwijk, Geert Arend Roorda (78' Marcel Stutter), Navarone Foor (64' Leroy George), Melvin Platje (85' Sören Rieks), Rick ten Voorde.             |
| 19 augustus 2012  | 16:30    | N.E.C.        | 1-6     | Ajax             | Nuytinck                   |                                        | Goffertstadion             | Gábor Babos; Michel Breuer, Rens van Eijden, Pavel Cmovs (46' Bram Nuytinck), Kevin Conboy; Evander Sno, Ryan Koolwijk, Geert Arend Roorda (56' Leroy George); Navarone Foor, Melvin Platje, Rick ten Voorde (46' Sören Rieks).              |
| 26 augustus 2012  | 14:30    | N.E.C.        | 1-3     | FC Twente        | Sno                        |                                        | Goffertstadion             | Gabor Babos; Michel Breuer, Rens van Eijden (66' Pavel Cmovs), Bram Nuytinck, Kevin Conboy; Ryan Koolwijk, Geert-Arend Roorda (46' Leroy George), Evander Sno; Navarone Foor, Melvin Platje, Rick ten Voorde (33' Sören Rieks).              |
| 1 september 2012  | 19:45    | PEC Zwolle    | 0-4     | N.E.C.           | Koolwijk (2x), Sno, Platje |                                        | IJsseldelta Stadion        | Gabor Babos; Michel Breuer, Rens van Eijden, Pavel Cmovs, Kevin Conboy; Ryan Koolwijk, Geert Arend Roorda (77' Rick ten Voorde), Evander Sno; Navarone Foor, Melvin Platje (77' Danny van den Meiracker), Sören Rieks (71' Leroy George).    |
| 15 september 2012 | 19:45    | VVV-Venlo     | 2-2     | N.E.C.           | Platje, Breuer             |                                        | Seacon Stadion - De Koel - | Gabor Babos; Michel Breuer, Rens van Eijden, Pavel Cmovs, Kevin Conboy; Ryan Koolwijk, Geert-Arend Roorda (78' Victor Palsson), Evander Sno (83' Leroy George); Navarone Foor, Melvin Platje (69' Rick ten Voorde), Sören Rieks.             |
| 22 september 2012 | 20:45    | N.E.C.        | 0-0     | Willem II        |                            | Rode kaart: Conboy                     | Goffertstadion             | Gabor Babos; Michel Breuer, Rens van Eijden, Pavel Cmovs (72' Victor Palsson), Kevin Conboy; Ryan Koolwijk, Geert-Arend Roorda (56' Leroy George), Evander Sno; Navarone Foor, Melvin Platje (77' Rick ten Voorde), Sören Rieks.             |
| 29 september 2012 |          | Feyenoord     | 5-1     | N.E.C.           | Rieks                      |                                        | De Kuip                    | Gabor Babos; Michel Breuer, Rens van Eijden, Kevin Conboy; Ryan Koolwijk, Navarone Foor (77' Rick ten Voorde), Evander Sno (34' Geert-Arend Roorda); Leroy George, Melvin Platje, Sören Rieks (67' Nick van der Velden).                     |
| 5 oktober 2012    |          | N.E.C.        | 1-1     | ADO Den Haag     | George                     |                                        | Goffertstadion             | Gabor Babos; Michel Breuer, Rens van Eijden, Pavel Cmovs, Kevin Conboy; Ryan Koolwijk, Navarone Foor (84' Nick van der Velden), Geert-Arend Roorda (46' Victor Palsson); Leroy George, Melvin Platje (65' Rick ten Voorde), Sören Rieks.     |
| 20 oktober 2012   |          | AZ            | 0-2     | N.E.C.           | Koolwijk (2x)              |                                        | AFAS Stadion               | Gabor Babos; Michel Breuer, Rens van Eijden, Pavel Cmovs, Kevin Conboy; Ryan Koolwijk (81' Geert-Arend Roorda), Navarone Foor, Victor Palsson; Leroy George (59' Nick van der Velden), Rick ten Voorde (74' Melvin Platje), Sören Rieks.     |
| 27 oktober 2012   |          | N.E.C.        | 0-0     | Roda JC Kerkrade |                            | Rode kaart Conboy                      | Goffertstadion             | Gabor Babos; Michel Breuer, Pavel Cmovs, Rens van Eijden, Kevin Conboy; Ryan Koolwijk, Navarone Foor (10' Nick van der Velden), Victor Palsson; Leroy George (71' Rémy Amieux), Rick ten Voorde (80' Melvin Platje), Sören Rieks.            |
| 4 november 2012   |          | FC Groningen  | 1-2     | N.E.C.           | Pálsson, Roorda            |                                        | Euroborg                   | Gabor Babos; Michel Breuer, Pavel Cmovs (45' Nathaniel Will), Rens van Eijden, Rémy Amieux (80' Geert-Arend Roorda); Ryan Koolwijk, Sören Rieks, Victor Palsson; Nick van der Velden (28' Melvin Platje), Rick ten Voorde, Leroy George.     |
| 10 november 2012  |          | N.E.C.        | 3-2     | Heracles Almelo  | Ten Voorde (2*), George    |                                        | Goffertstadion             | Gabor Babos; Nathaniel Will, Rens van Eijden (64' Nick van der Velden), Michel Breuer, Rémy Amieux; Ryan Koolwijk (88' Geert-Arend Roorda), Sören Rieks, Victor Palsson; Leroy George (90' Jordy Tutuarima), Rick ten Voorde, Melvin Platje. |
| 18 november 2012  | 12:30    | Vitesse       | 4-1     | N.E.C.           | Platje                     | Rode kaart: Palsson, Amieux, Koolwijk. | GelreDome                  | Gabor Babos; Nathaniel Will, Rens van Eijden, Victor Palsson, Rémy Amieux; Ryan Koolwijk, Nick van der Velden, Navarone Foor; Leroy George, Rick ten Voorde, Melvin Platje.                                                                  |
| 24 november 2012  |          | N.E.C.        | 2-0     | FC Utrecht       | Platje, Ten Voorde         |                                        | Goffertstadion             | Gabor Babos; Nathaniel Will, Rens van Eijden, Michel Breuer, Nick van der Velden; Marcel Stutter (78' Kevin Wattamaleo), Sören Rieks (86' Jordy Tutuarima), Navarone Foor; Leroy George, Rick ten Voorde, Melvin Platje.                     |
| 2 december 2012   |          | N.E.C.        | 1-1     | NAC Breda        | Platje                     |                                        | Goffertstadion             | Gabor Babos; Nathaniel Will (74' Pavel Cmovs), Rens van Eijden, Michel Breuer (68' Marcel Stutter), Rémy Amieux; Victor Palsson, Navarone Foor, Sören Rieks (70' Kevin Conboy); Leroy George, Melvin Platje, Rick ten Voorde.                |
| 8 december 2012   |          | RKC Waalwijk  | 2-0     | N.E.C.           |                            |                                        | Mandemakers Stadion        | Gabor Babos; Nathaniel Will, Rens van Eijden, Michel Breuer, Kevin Conboy; Ryan Koolwijk, Navarone Foor (60' Rémy Amieux), Victor Palsson; Leroy George (60' Kevin Wattamaleo), Melvin Platje, Rick ten Voorde (60' Sören Rieks).            |
| 15 december 2012  |          | N.E.C.        | 1-1     | PSV              | Palsson                    |                                        | Goffertstadion             | Khalid Sinouh; Nathaniel Will, Rens van Eijden (74' Marcel Stutter), Michel Breuer, Kevin Conboy; Ryan Koolwijk, Nick van der Velden (85' Rick ten Voorde), Victor Palsson; Leroy George (65' Navarone Foor), Melvin Platje, Sören Rieks.    |
| 22 december 2012  |          | ADO Den Haag  | 2-0     | N.E.C.           |                            | Rode kaart Conboy                      | Kyocera Stadion            | Khalid Sinouh; Nathaniel Will, Rens van Eijden, Michel Breuer, Kevin Conboy; Ryan Koolwijk (88' Navarone Foor), Nick van der Velden (77' Rick ten Voorde), Victor Palsson; Leroy George (27' Rémy Amieux), Melvin Platje, Sören Rieks.       |

## KNVB beker
| Datum     | Tijdstip | Thuis  | Uitslag  | Uit       | Doelpuntenmakers N.E.C.          | Bijzonderheden | Locatie                  | Opstelling N.E.C. |
| --------- | -------- | ------ | -------- | --------- | -------------------------------- | -------------- | ------------------------ | --- |
| 26-9-2012 | 18:45    | N.E.C. | 2-3 (nv) | Feyenoord | George, Kongolo (eigen doelpunt) |                | Goffertstadion, Nijmegen | Babos, Breuer, Will, Cmovs, Van Eijden, Sno, Roorda (59” George), Foor, Koolwijk, (80” Palsson), Rieks (109” Ten Voorde), Platje |

## Statistieken

### Plaats op ranglijst na speelronde
| 2 |

| 9 |

| 10 |

| 7 |

| 10 |

| 10 |

| 11 |

| 12 |

| 7 |

| 9 |

| 7 |

| 7 |

| 7 |

| 7 |

| 7 |

| 7 |

| 7 |

| 7 |

| 8 |

| 7 |

| 7 |

| 7 |

| 7 |

| 7 |

| 7 |

| 8 |

| 8 |

| 9 |

| 8 |

| 9 |

| 10 |

| 11 |

| 13 |

| 15 |

### Wedstrijden
| Speler                  | Jupiler League | KNVB Beker | Totaal | Speelminuten |
| ----------------------- | -------------- | ---------- | ------ | ------------ |
| Rens van Eijden         | 34             | 1          | 35     | 3105         |
| Melvin Platje           | 33             | 1          | 34     | 2367         |
| Ryan Koolwijk           | 31             | 1          | 32     | 2826         |
| Leroy George            | 31             | 1          | 32     | 1585         |
| Navarone Foor           | 29             | 1          | 30     | 2079         |
| Gabor Babos             | 28             | 1          | 29     | 2600         |
| Michel Breuer           | 28             | 1          | 29     | 2572         |
| Søren Rieks             | 28             | 1          | 29     | 2245         |
| Victor Palsson          | 27             | 1          | 28     | 2173         |
| Nick van der Velden     | 23             | 0          | 23     | 1672         |
| Kevin Conboy            | 22             | 0          | 22     | 1721         |
| Rémy Amieux             | 21             | 0          | 21     | 1561         |
| Pavel Cmovs             | 20             | 1          | 21     | 1441         |
| Nathaniel Will          | 19             | 1          | 20     | 1632         |
| Rick ten Voorde         | 18             | 1          | 19     | 946          |
| Geert Arend Roorda      | 14             | 1          | 15     | 616          |
| Erik Falkenburg         | 14             | 0          | 14     | 947          |
| Marcel Stutter          | 12             | 0          | 12     | 317          |
| Evander Sno             | 7              | 1          | 8      | 687          |
| Daan Bovenberg          | 7              | 0          | 7      | 491          |
| Ruud Boymans            | 7              | 0          | 7      | 311          |
| Khalid Sinouh           | 6              | 0          | 6      | 540          |
| Danny van den Meiracker | 5              | 0          | 5      | 65           |
| Kevin Wattamaleo        | 3              | 0          | 3      | 80           |
| Bram Nuytinck*          | 2              | 0          | 2      | 134          |
| Jordy Tutuarima         | 2              | 0          | 2      | 4            |
| Karl-Johan Johnsson     | 1              | 0          | 1      | 40           |
| Totaal                  | 34             | 1          | 35     | 3180         |

ADO Den Haag ·
Ajax ·
AZ ·
Feyenoord ·
FC Groningen ·
sc Heerenveen ·
Heracles Almelo ·
NAC Breda ·
N.E.C. ·
PEC Zwolle · 
PSV ·
RKC Waalwijk ·
Roda JC Kerkrade ·
FC Twente ·
FC Utrecht ·
Vitesse ·
VVV-Venlo ·
Willem II